# 807 Ceraskia
807 Ceraskia
807 Ceraskia là một tiểu hành tinh ở vành đai chính, thuộc nhóm tiểu hành tinh Eos. Nó được Max Wolf phát hiện ngày 18.4.1915 ở Heidelberg và được đặt theo tên Vitol'd Karlovich Tseraskii, nhà thiên văn học người Nga.